# Centris machadoi
Centris machadoi är en biart som beskrevs av Azevedo och Silveira 2005. Centris machadoi ingår i släktet Centris och familjen långtungebin. Inga underarter finns listade.